# Kadilavagilu, Maddur
Kadilavagilu là một làng thuộc tehsil Maddur, huyện Mandya, bang Karnataka, Ấn Độ.